# Zamieszki w Belize (2005)
W Belmopan, stolicy Belize w styczniu 2005 wybuchły zamieszki sprowokowane przez ogłoszenie nowego budżetu, w którym znacznie podniesiono podatki oraz przez niezadowolenie z rządów chadeckiej Zjednoczonej Partii Ludowej, podczas których pogorszyła się sytuacja finansowa kraju.
14 stycznia 2005 rząd Saida Musy ogłosił budżet na rok 2005–2006. Budżet określał między innymi duży wzrost różnego rodzaju podatków, w tym jedenastoprocentową podwyżkę podatku od nieruchomości, pięcioprocentową podwyżkę podatku od instytucji finansowych, ośmioprocentową podatku od papierosów i stuprocentową podatku od rumu. Choć według rządu podatki te są porównywalne do tych z 1998 pod rządami Zjednoczonej Partii Demokratycznej, spowodowały one, w połączeniu z częstymi zarzutami o korupcję, protesty pod budynkiem Zgromadzenia Narodowego, które zaczęły się 15 stycznia. Demonstracje oraz walki z policją trwały przez następny tydzień.

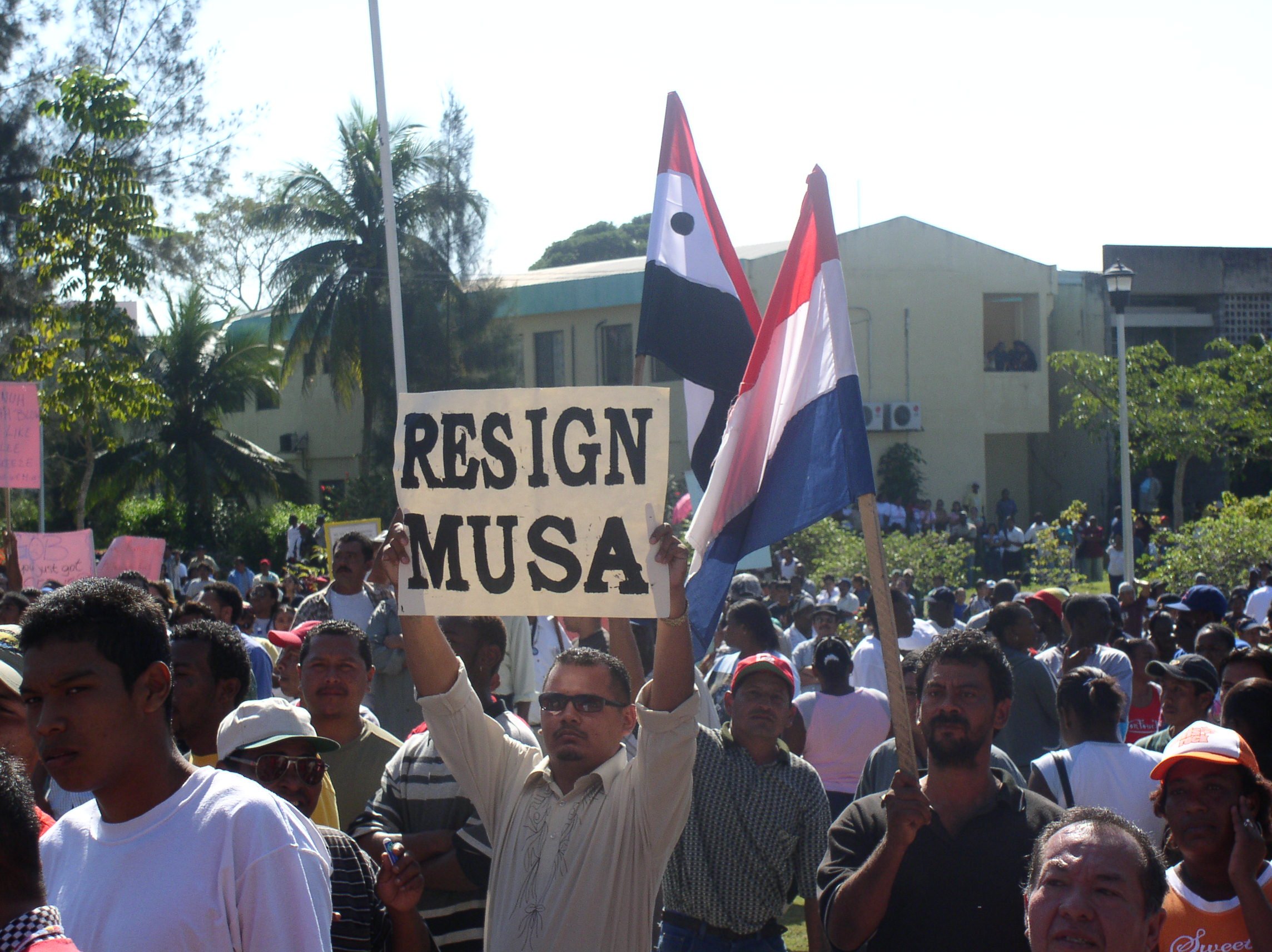
Tłumy przed Zgromadzeniem Narodowym, z transparentami domagającymi się dymisji premiera Saida Musy

20 stycznia przedsiębiorcy i związki zawodowe w całym kraju ogłosiły dwudniowy strajk. Jako że pracownicy nie przyszli do pracy, wodociągi w dużej części Belize zostały wyłączone. 21 stycznia demonstranci rozproszeni byli po całej stolicy. Niektórzy podpalali budynki rządowe i blokowali drogi. Gdy do budynków wchodzili ministrowie, demonstranci rzucali w nich kamieniami i butelkami, co spowodowało interwencję policji. Według doniesień, na niektórych budynkach rządowych zainstalowano kamery, zaś wokół nich wzniesiono barykady. Pod budynkiem Zgromadzenia Narodowego odbyły się masowe protesty, które skończyły się walką między policją a demonstrantami, Rzucali oni kamieniami w policjantów, którzy w odpowiedzi strzelali gumowymi kulami i gazem. Kilku z demonstrantów aresztowano. Zezwolenie na demonstracje skończyło się o godzinie 15, jednak przedłużyły się one jeszcze o godzinę. Po tej godzinie tłumy zostały rozproszone przez policję przy użyciu gazu łzawiącego i gumowych kul. Część działaczy związkowych odciągnięto siłą.
Są to trzecie w historii zamieszki o takiej skali w Belize. Pierwszy raz zdarzył się w latach 50., zaś drugi w latach 80., gdy zaproponowano oddanie części kraju Gwatemali.